# نیک گوپر
نیک گوپر (انگلیسی: Nick Goepper؛ زادهٔ ۱۴ مارس ۱۹۹۴) ورزشکار اسکی نمایشی اهل ایالات متحده آمریکا است.
وی در مسابقات کشوری و بین‌المللی در مجموع برندهٔ ۴ مدال طلا، ۳ مدال نقره، ۳ مدال برنز شده‌است.